# Melanitis ernita
Melanitis ernita är en fjärilsart som beskrevs av Hans Fruhstorfer 1911. Melanitis ernita ingår i släktet Melanitis och familjen praktfjärilar. Inga underarter finns listade i Catalogue of Life.